# Garrincha

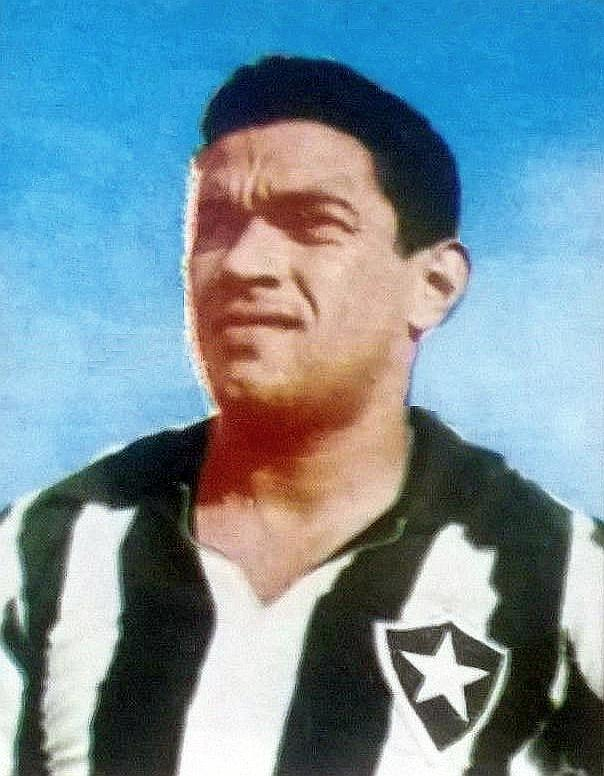
Garrincha à Botafogo vers 1965.

Manoel Francisco dos Santos, dit Mané Garrincha ou tout simplement Garrincha, né le 28 octobre 1933 à Magé au Brésil et mort le 20 janvier 1983, est un footballeur brésilien.
Au poste d'ailier droit, il est considéré comme l'un des meilleurs footballeurs brésiliens de tous les temps, et comme l'un des plus grands dribbleurs de l'histoire du football avec des joueurs comme Lionel Messi, Pelé ou encore Diego Maradona. Vainqueur de deux éditions de la Coupe du monde, en 1958 et 1962, où il porte le Brésil vers sa deuxième victoire après que Pelé  s’est blessé dès le deuxième match de la compétition, Il est nommé meilleur joueur de cette septième Coupe du monde. En 1998, il figure parmi les onze joueurs de l'équipe mondiale du XXe siècle de la FIFA.
Au-delà de ses qualités footballistiques, c'est sa personnalité et son tragique destin (avec une fin de vie marquée par l'alcoolisme) qui font de lui un joueur légendaire du Brésil. Sa popularité était telle qu'il était surnommé « Alegria do Povo » en français : « Joie du Peuple ». Vinícius de Moraes écrit à son propos un poème, O Anjo de Pernas Tortas en français : « L'ange aux jambes arquées ».

## Biographie

### Enfance
Manoel « Garrincha » est né à Magé dans l'État de Rio de Janeiro. Il est le cinquième enfant d'une famille pauvre d'origine amérindienne. Son père est alcoolique et Garrincha souffre de problèmes congénitaux : sa colonne vertébrale est déformée et ses jambes sont arquées. À l'âge adulte, sa jambe droite est plus longue que la gauche de six centimètres. C'est durant sa jeunesse qu'il acquiert le surnom de Garrincha (du nom d'un petit oiseau local, qui préfère mourir que de se laisser attraper) donné par sa sœur Rosa à cause de sa démarche, de sa vivacité et de son caractère. Il est aussi surnommé par ses proches « Mané », à la fois diminutif de Manoel, mais signifiant aussi « fou » ou « simple d'esprit » en portugais brésilien.
Son handicap physique ne le prédestine pas à être un footballeur de haut niveau, de sorte qu'il est ignoré des recruteurs pendant son adolescence. Il semble aussi, à l'origine, peu intéressé par une carrière professionnelle. Il joue dans diverses équipes et tente des essais dans les grands clubs de la ville (Flamengo, Vasco de Gama et Fluminense) mais n'est pas retenu à cause de sa malformation. Il est finalement repéré en 1953 par le joueur de Botafogo Araty Viana, lors d'un match avec l'équipe de football de la fabrique textile où il travaille, et se présente à une journée de test. Lors de cet essai, il brille particulièrement par la virtuosité de ses dribbles. Il est invité à s'entraîner avec l'équipe première et brille particulièrement face à l'arrière gauche de l'équipe du Brésil Nilton Santos. Ce dernier raconte : « Il m’a fait danser. J’ai demandé qu’on l’engage et qu’on le mette dans l’équipe titulaire. Je ne voulais plus jamais jouer contre lui ». L'entraîneur Gentil Cardoso valide son recrutement, signé contre une poignée de dollars.

### Carrière en club

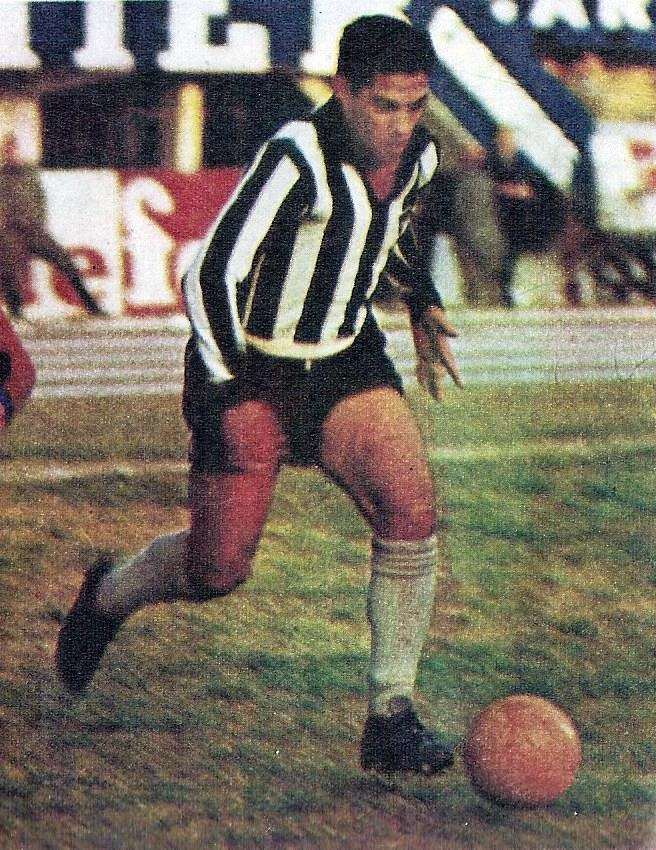
Garrincha sous le maillot de Botafogo.

Garrincha marque un triplé dès son premier match avec Botafogo, en juillet 1953 contre Bonsucesso, et enchante vite les supporters de Botafogo par ses dribbles chaloupés, justifiant son surnom tant il semble insaisissable sur un terrain. En 1955, il fait ses débuts en équipe nationale. En 1957, avec 20 buts en 26 matchs, il contribue largement au titre de son équipe dans le championnat carioca. Tele Santana, joueur de Fluminense, aurait même interpellé Nilton Santos dans les dernières minutes du match décisif pour le titre (une victoire 6-2 au Maracanã) : « Vous avez déjà gagné le titre, alors s'il te plait demande à Garrincha d'arrêter de torturer nos défenseurs ». Ses dribbles et ses origines modestes font de lui un joueur aimé de tous, auquel les supporteurs s’identifient. Simple, facétieux et désireux de divertir le public, il acquiert le surnom de « La joie du peuple ». Botafogo est invité à la Petite coupe du monde des clubs en 1957 (es), dont il termine second derrière le FC Barcelone.
Lors des années suivant le sacre mondial du Brésil de 1958, Garrincha s'affirme comme l'arme fatale du Botafogo, l'un des meilleurs club du moment avec le Santos FC de Pelé. Sa réputation est immense et il participe à d’innombrables matchs de gala à travers le monde, à l'instar de la victoire lors du tournoi international de Colombie de 1960 (pt). Garrincha est au sommet de son art : il est capable de dribbler ses adversaires avec une facilité déconcertante et empile les buts et les passes décisives. Son club remporte le championnat carioca fin 1961, la Coupe des champions des États Rio-São Paulo début 1962 face au Santos FC de Pelé (3-0), puis le tournoi Rio-São Paulo, précurseur du championnat du Brésil, en mars 1962, après l'avoir manqué de peu l'année précédente.
À son retour de la Coupe du monde 1962, où il a particulièrement brillé, il s'affiche aux bras de la célèbre chanteuse Elza Soares, alors qu'il est déjà marié et père de nombreux enfants. La liaison fait scandale mais dure, au point que les deux se marient. Les clubs européens offrent une fortune aux dirigeants de Botafogo pour s'offrir le brésilien, mais aucune offre n’aboutit. Le club conserve la couronne carioca fin 1962 et comme l'année précédente, le Flamengo est sèchement battu lors du match décisif (3-0). Devant près de 160 000 spectateurs, Garrincha brille et inscrit un doublé. Botafogo poursuit ses tournées et vient notamment remporter en 1963 le prestigieux tournoi de Paris. L'équipe carioca atteint les demi-finales de la Copa Libertadores 1963 mais s'incline cette fois face au Santos. Pelé marque quatre des cinq buts de son équipe lors de cette double confrontation.
Garrincha entame bientôt un irrésistible déclin que sa popularité rend d'autant plus terrible. Son alcoolisme porte préjudice à sa forme physique, il se blesse souvent et ses dribbles ne sont plus aussi explosifs qu'auparavant. Il joue de moins en moins (30 matchs entre 1963 et 1965) et ne réalise que des performances en demi-teinte. En 1965, il quitte Botafogo après douze saisons. Il y aura remporté trois fois le championnat carioca, et inscrit 232 buts en 581 matchs.
Protégé par sa popularité, il signe en 1966 au Corinthians, un grand club de São Paulo, mais n'y joue pas davantage. La suite est une lente descente aux enfers sportive. Garrincha suit sa femme Elza Soares en Europe, au cours de ses tournées. Il signe en 1968 avec le club colombien d'Atlético Junior pour lequel il ne joue qu'un match. Il retourne à Rio et s'engage avec Flamengo mais joue peu. Il se trouve sans club en 1970. En 1971, il est en contact avec le club français du Red Star mais les deux parties ne s'accordent pas.
L'« oiseau » Garrincha est rongé par l'alcool et l'arthrose. Ruiné, dépressif, impliqué dans des accidents de voiture (ivre, Garrincha manque de percuter son père en voiture en 1959,, et tue d'après certaines sources la mère de sa deuxième femme Elza Soares[réf. nécessaire]), il finit sa carrière dans le modeste club d'Olaria en 1972. Un vibrant hommage lui est rendu le 19 décembre 1973 dans son « jardin », le stade Maracanã, devant plus de 130 000 spectateurs, pour son jubilé qui oppose les champions du monde brésiliens de 1970, avec Mané sur l'aile droite, à une sélection du reste du monde. Les spectateurs assistent ce jour-là à la conclusion de l'interminable agonie sportive de Garrincha.

### Carrière internationale

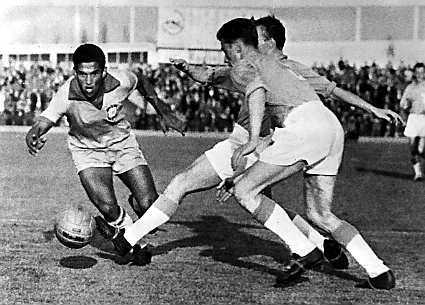
Garrincha (à gauche) au Mondial 1962.

Appelé pour la première fois en sélection nationale le 18 septembre 1955 contre le Chili (1-1), Garrincha est convoqué pour la Coupe du monde de 1958 mais est laissé sur le banc de touche lors des deux premiers matchs par Vicente Feola, qui le trouve irresponsable. Garrincha est également jugé trop limité mentalement pour supporter les matchs à haute pression. Nilton Santos et Didi réclament cependant sa titularisation, ainsi que celle du jeune Pelé, pour le match face à l'URSS. Garrincha réalise une grande prestation, révélant aux yeux du monde entier son exceptionnel talent de dribbleur, et offre le deuxième but brésilien à Vavá. Il est titularisé face au Pays de Galles puis face à la France en demi-finale, qui est écartée 5 buts à 2. Garrincha réalise une nouvelle passe décisive, pour Didi, et se livre à un festival de dribbles face à André Lerond. En finale il délivre deux nouvelles passes décisives à Vava après que le Brésil ait concédé l'ouverture du score à la Suède, pays-hôte. Auteur de prestations brillantes, il est logiquement nommé parmi les onze meilleurs joueurs de la compétition, bien que sa performance ait été légèrement éclipsée par l'éclosion d'un autre génie, son coéquipier de 17 ans Pelé.
Lors de l'édition du mondial suivante, organisée à l'été 1962 au Chili, Pelé se blesse lors du match de poule contre la Tchécoslovaquie. Privée de sa plus grande vedette, l'équipe du Brésil compte désormais sur Garrincha. Face à l'Espagne, il offre le but de la qualification pour les quarts de finale à Amarildo après avoir dribblé deux adversaires. Il inscrit ensuite un doublé contre l'Angleterre et se mue en passeur décisif sur le troisième but, marqué par Vava : le Brésil s'impose 3-1. Intenable comme à l'accoutumée, Garrincha marque deux fois contre le Chili en demi-finale. Lors de ce match, il est expulsé après avoir répondu aux violences dont il est la cible. Le joueur est finalement blanchi et peut jouer la finale contre la Tchécoslovaquie. Peinant à percer la défense adverse, les Brésiliens peuvent à nouveau compter sur un Garrincha flamboyant pour désorganiser leurs rivaux et créer de grands espaces tant il accapare l'attention des défenseurs. Ces derniers se groupent parfois à cinq pour tenter de lui barrer la route, mais toujours en vain. Les Auriverdes remportent la Coupe du monde pour la deuxième fois de leur histoire, grâce à une victoire 3 buts à 1. Garrincha, co-meilleur buteur avec quatre réalisations, est élu meilleur joueur du tournoi.

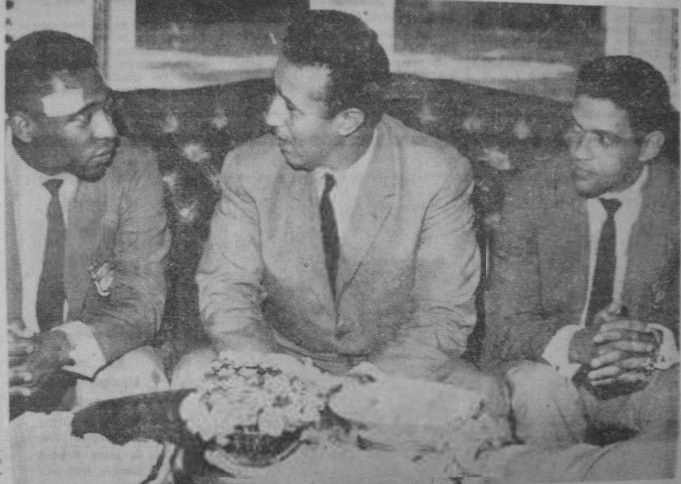
Garrincha (à dr.) et Pelé autour du président Ben Bella.

Quatre ans plus tard, il est décidé par les autorités que les joueurs glorieux de 1958 et 1962 doivent défendre les couleurs brésiliennes à la Coupe du monde en Angleterre. Garrincha, très loin de sa forme d'antan, dispute ainsi son troisième mondial - mais sa prestation est bien loin d'égaler celle des éditions précédentes. Garrincha n'est plus que l'ombre de ce qu'il a été et n'est capable que de rares coups d’éclat, comme son but sur coup franc lors du premier match face à la Bulgarie (victoire 2-0). Rattrapé par le temps et les blessures, il a perdu sa vivacité. Lors du deuxième match, le Brésil, avec Garrincha mais privé de Pelé, s'incline face à la Hongrie (1-3). C'est la dernière apparition de l'ailier avec le maillot brésilien, et la seule défaite qu'il ait connue avec la sélection. Le Brésil est finalement éliminé en poule après une nouvelle défaite lors de son 3e match.
En 50 apparitions officielles en sélection brésilienne, Garrincha a glané 43 victoires et 6 nuls, et marqué douze buts. Lorsque Garrincha et Pelé jouaient ensemble, le Brésil n'a jamais perdu un match.

### Fin de vie
Après son jubilé de fin 1973, Garrincha distribue une part de l'énorme recette à chacune de ses huit filles qu'il a reconnues, l'autre part lui permettant de se refaire financièrement. Mais cette embellie est temporaire. Elza Soares le quitte en 1977. Il termine sa vie seul, retranché dans une petite demeure que lui prête l’État, divorcé plusieurs fois et refusant les quelques propositions d'aide qui lui parviennent. Il tente plusieurs fois de se suicider, et se trouve interné près de quinze fois de 1979 à 1983, en psychiatrie ou pour des cures de sevrage. Il apparaît sur un char au carnaval de Rio en 1980, le regard vide et triste, « celui d'un alcoolique ».
Seul, pauvre et en surpoids, Garrincha s'éteint le 20 janvier 1983, après avoir bu sans cesse pendant quatre jours, des suites d'une cirrhose liée à son alcoolisme. Son corps est tout d'abord exposé au Maracanã, avant d'être transporté dans un camion de pompiers à Pau Grande (en), comme lors du défilé des Brésiliens à la suite de leur sacre en 1958. Des milliers de personnes viennent lui rendre hommage et la circulation est bloquée pendant plusieurs heures à Rio. Sur une banderole on lit « Garrincha, tu as fait sourire le monde, et aujourd'hui tu le fais pleurer ». Un mur porte quant à lui l'inscription « Garrincha : merci d’avoir vécu ». Sa tombe est accompagnée de cette épitaphe : « Ci-gît celui qui fut la joie du peuple, Mané Garrincha. »,.
Un stade en l'honneur du légendaire Mané Garrincha est bâti en 1974 à Brasilia, ainsi qu'une statue à son entrée. Les vestiaires du Maracanã portent le nom de Garrincha et de Pelé.
Il est nommé en 1998 parmi les onze joueurs de l'équipe mondiale du XXe siècle de la FIFA.

## Style de jeu
Insaisissable sur le terrain comme l'oiseau dont il portait le nom, Garrincha met à mal les défenseurs par la fulgurance de ses accélérations et de ses crochets depuis son aile droite. Il utilise souvent la même feinte : il s'avance lentement vers son adversaire, fait semblant de revenir vers l’intérieur et repart brusquement vers l’extérieur, prenant le défenseur à contre-pied. Ses adversaires ont beau être prévenus, ils restent souvent impuissants face à sa vitesse d’exécution. Les descriptions de ses matchs font apparaître qu'à de nombreuses reprises il fait chuter des adversaires qui perdent l'équilibre devant sa vivacité. Ces épisodes provoquent l'hilarité du public, contribuant largement à sa popularité mais également à l'agacement de certains adversaires, voire du staff de la sélection brésilienne en 1958. Sa supériorité à l'époque fait qu'il est considéré encore aujourd'hui par certains comme le meilleur dribbleur de tous les temps, et l'un des meilleurs joueurs de l'histoire, bien que relégué au second plan derrière Pelé en Europe. Outre ses dribbles, Mané Garrincha est également un excellent passeur, notamment grâce à ses centres, et sait se muer en finisseur efficace quand cela est nécessaire, sur coup franc ou sur de puissants tirs de loin.
Il contribue très largement au sacre mondial brésilien en 1958, avec notamment deux brillantes passes décisives pour Vava en finale. Mais son heure de gloire vient en 1962 lorsque, laissé seul aux commandes de l'équipe auriverde (Pelé étant blessé), il parvient à faire remporter à sa sélection un second sacre mondial, en dominant individuellement le tournoi 1962 comme rarement.

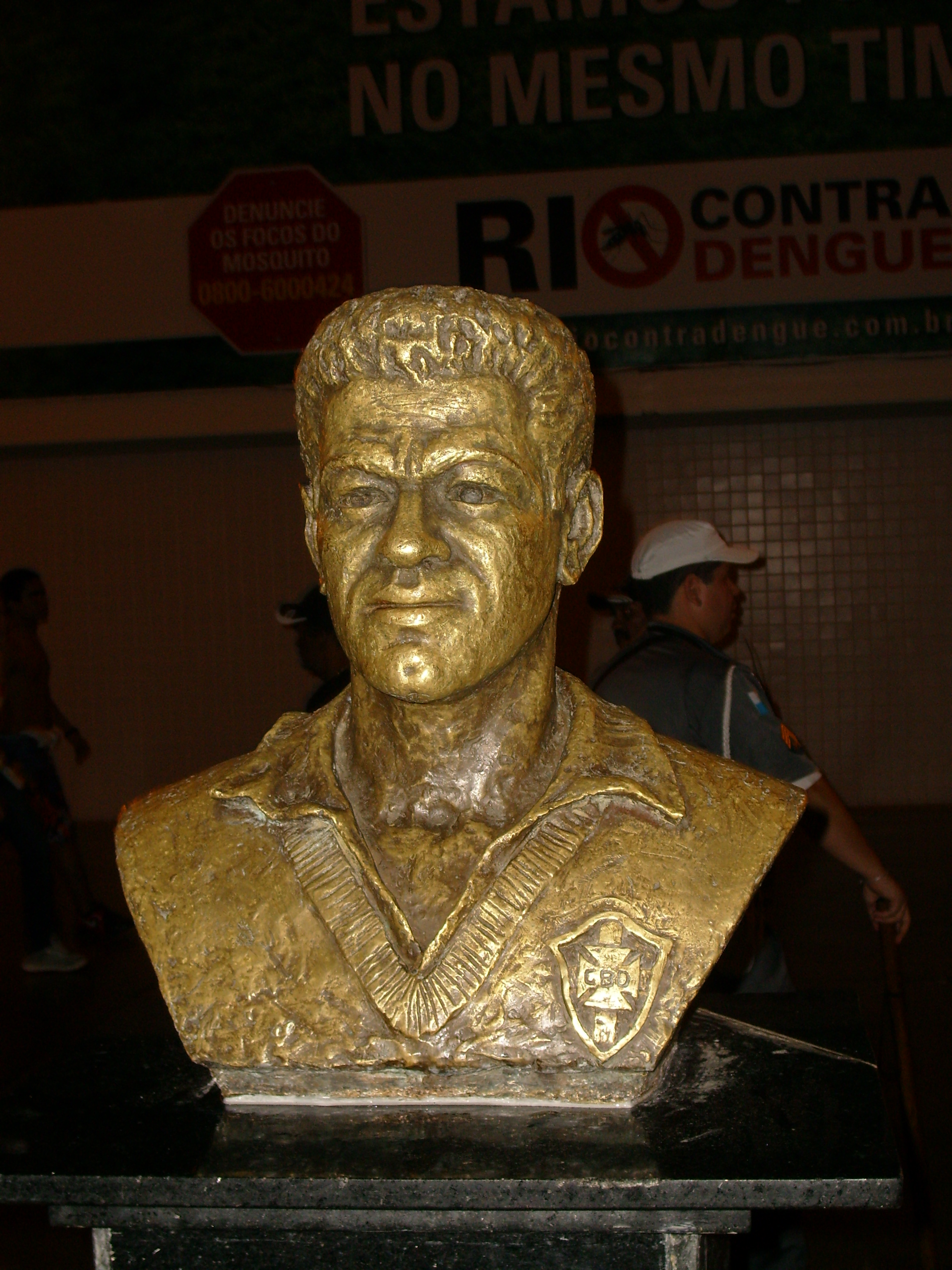
Buste de Garrincha au stade Maracanã.

Garrincha a marqué des buts qui resteront dans l'histoire de ce sport comme celui face à la Fiorentina en match de préparation à la Coupe du monde 1958. Après avoir dribblé quatre défenseurs et le gardien, Garrincha est seul devant le but. Mais au lieu de finir l'action il attend que le portier, dépassé, ne se relève, puis le dribble à nouveau et marque. Le sélectionneur Vicente Feola n'apprécie qu'assez peu la provocation, de sorte qu'il débutera la compétition comme remplaçant. Il tente pourtant le même type de provocation face à l'URSS lors du premier match de poule auquel il participe : après vingt secondes de jeu il reçoit le ballon et dribble Kuznetsov, qui tombe au sol. Garrincha attend qu'il se relève et le passe à nouveau. Il efface ensuite Voïnov puis tire, mais le ballon heurte finalement la barre transversale. Une minute plus tard le jeune Pelé tire à son tour, mais le ballon touche cette fois le poteau. Ce début de match fut pour Gabriel Hanot, journaliste de L'Équipe, « les trois meilleures minutes de football jamais jouées ».
Mané Garrincha était très populaire, avec son air trapu, son aspect court sur pattes et ses genoux rentrants, dont l'un, le gauche, était déformé malgré une intervention, mais refusait la médiatisation. Illettré, il aimait les plaisirs de la vie : l'alcool, le football (pieds nus sur la plage avec ses amis, selon la tradition brésilienne) et le sexe (il eut au moins 14 enfants de cinq femmes différentes). Il a l'image d'un footballeur proche du peuple, avec lequel il partage lieu de vie, joies simples et problèmes.
La fin de sa carrière est plus terne. Diminué par l'âge et son hygiène de vie, par son alcoolisme et à des démêlés conjugaux incessants (Pelé raconte l'avoir vu venir à l'entrainement avec un revolver, après une dispute avec sa femme), il n'a plus la capacité à virevolter balle au pied comme auparavant, et ne réussit plus les dribbles qu'il persiste à tenter.

## Palmarès

### Brésil
- Vainqueur de la Coupe du monde en 1958 et 1962
- Finaliste de la Copa América en 1957 et 1959

### Botafogo
- Vice-Champion du Brésil en 1962
- Champion de Rio de Janeiro en 1957, 1961 et 1962
- Vainqueur du Tournoi Rio-São Paulo en 1962 et 1964
- Vainqueur de la Coupe des champions des États Rio-São Paulo en 1961
- Vainqueur du Tournoi Initial en 1961, 1962 et 1963

### Corinthians
- Vainqueur du Tournoi Rio-São Paulo en 1966 (partagé).

## Distinctions individuelles
- Meilleur joueur de la Coupe du monde en 1962
- Meilleur buteur de la Coupe du monde en 1962 (4 buts)
- Meilleur joueur du Championnat de Rio de Janeiro en 1957, 1961 et 1962
- Nommé dans l'équipe type de la Coupe du monde en 1958 et 1962
- Nommé dans l’équipe mondiale du XXe siècle en 1998
- Nommé dans la Dream-Team FIFA de la Coupe du Monde en 1994
- Nommé dans l’équipe type Sud-Américaine du XXe siècle en 1998
- Nommé Footballeur de légende selon l'IFFHS en 2016
- 8e meilleur joueur du XXe siècle selon l'IFFHS en 2000
- Intronisé au Hall of Fame du football brésilien

## Statistiques individuelles
| Saison     | Club            | Championnat | Championnat | Championnat | Coupe  | Coupe | Continental | Continental | Autres | Autres | Total  | Total |
| Saison     | Club            | Comp.       | Matchs      | Buts        | Matchs | Buts  | Matchs      | Buts        | Matchs | Buts   | Matchs | Buts  |
| ---------- | --------------- | ----------- | ----------- | ----------- | ------ | ----- | ----------- | ----------- | ------ | ------ | ------ | ----- |
| 1953       | Botafogo        | RJ          | 26          | 20          | –      | –     | –           | –           | 0      | 0      | 26     | 20    |
| 1954       | Botafogo        | RJ          | 26          | 7           | –      | –     | –           | –           | 9      | 1      | 35     | 8     |
| 1955       | Botafogo        | RJ          | 19          | 3           | –      | –     | –           | –           | 9      | 2      | 28     | 5     |
| 1956       | Botafogo        | RJ          | 20          | 5           | –      | –     | –           | –           | 0      | 0      | 20     | 5     |
| 1957       | Botafogo        | RJ          | 21          | 6           | –      | –     | –           | –           | 9      | 2      | 30     | 8     |
| 1958       | Botafogo        | RJ          | 26          | 10          | –      | –     | –           | –           | 9      | 1      | 35     | 11    |
| 1959       | Botafogo        | RJ          | 23          | 9           | –      | –     | –           | –           | 5      | 3      | 28     | 12    |
| 1960       | Botafogo        | RJ          | 21          | 8           | –      | –     | –           | –           | 9      | 1      | 30     | 9     |
| 1961       | Botafogo        | RJ          | 21          | 6           | –      | –     | –           | –           | 11     | 2      | 32     | 8     |
| 1962       | Botafogo        | RJ          | 21          | 8           | 3      | 0     | –           | –           | 7      | 2      | 31     | 10    |
| 1963       | Botafogo        | RJ          | 3           | 1           | 1      | 0     | 2           | 0           | 1      | 0      | 7      | 1     |
| 1964       | Botafogo        | RJ          | 4           | 0           | –      | –     | –           | –           | 7      | 3      | 11     | 3     |
| 1965       | Botafogo        | RJ          | 5           | 2           | –      | –     | –           | –           | 7      | 0      | 12     | 2     |
| Sous-total | Sous-total      | Sous-total  | 236         | 85          | 4      | 0     | 2           | 0           | 83     | 17     | 325    | 102   |
| 1966       | Corinthians     | SP          | 4           | 0           | –      | –     | –           | –           | 6      | 1      | 10     | 1     |
| 1968       | Atlético Junior | CP          | 1           | 0           | –      | –     | –           | –           | –      | –      | 1      | 0     |
| 1968       | Flamengo        | RJ          | 0           | 0           | –      | –     | –           | –           | –      | –      | 0      | 0     |
| 1969       | Flamengo        | RJ          | 4           | 0           | –      | –     | –           | –           | –      | –      | 4      | 0     |
| 1972       | Olaria          | RJ          | 8           | 0           | –      | –     | –           | –           | –      | –      | 8      | 0     |
| Total      | Total           | Total       | 253         | 85          | 4      | 0     | 2           | 0           | 89     | 18     | 348    | 103   |

| Année | Matchs | Buts |
| ----- | ------ | ---- |
| 1955  | 1      | 0    |
| 1956  | 0      | 0    |
| 1957  | 6      | 0    |
| 1958  | 5      | 0    |
| 1959  | 4      | 0    |
| 1960  | 5      | 2    |
| 1961  | 4      | 1    |
| 1962  | 12     | 6    |
| 1963  | 0      | 0    |
| 1964  | 0      | 0    |
| 1965  | 6      | 0    |
| 1966  | 7      | 3    |
| Total | 50     | 12   |

### Filmographie
- Garrincha, Alegria do Povo, 1963